# Телязиоз
Телязиоз (thelaziosis) — гельминтоз из группы нематодозов, характеризуется поражением органов зрения.

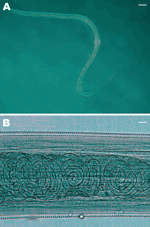
Thelazia callipaeda

Возбудитель — нематода Thelazia callipaeda (реже, Thelazia californiensis) — биогельминт — редко паразитирует у человека. Личинки Thelazia callipaeda заносятся в глаз мухой Phortica variegata, через хоботок которой инвазионные личинки попадают на слизистую оболочку глаза окончательного хозяина.
К 2000 году было зарегистрировано более 250 случаев заболевания человека.
Thelazia callipaeda паразитируют в слезном аппарате. Появляется слезотечение, в течение нескольких дней развивается конъюнктивит, кератит, блефарит с гноетечением и образованием корок, нередко слипанием век. Болезнь протекает в форме конъюнктивита. Симптомы: гнойное истечение из глаз, слепота.

## Лечение
Удаление паразитов тонкими щипцами под местной анестезией, обработка  2-3% борной кислоты сразу же после удаления червей, левамизол. 

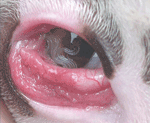
Телязиоз у собаки